# Tarzan (videogioco 1999)
Tarzan, presentato a volte come Disney's Tarzan: Action Game, è un videogioco action/platform ispirato al film d'animazione Disney del 1999 Tarzan, pubblicato in Giappone dalla Konami e nel resto del mondo da tre compagnie: Sony Computer Entertainment per la versione PlayStation, Activision per quella Nintendo 64 e, per ultimo, Disney Interactive sul Microsoft Windows.
Le versioni per PC e console maggiori vennero sviluppate dalla Eurocom, invece quella per la portatile Game Boy Color da Digital Eclipse, quest'ultima pubblicata in Occidente da Activision mentre nel Sol Levante dalla Konami. Riguardo la versione Sony, essa è stata inclusa in un'unica confezione di tre titoli Disney con Topolino e le sue avventure e Libro Animato Creativo: Mulan, uscita il 9 ottobre 2003 solo in Europa.
Nel 2001 esce sia su PlayStation 2 che su GameCube il sequel Tarzan: Untamed (conosciuto anche come Tarzan: Freeride).

## Modalità di gioco
Ci si impersona nel protagonista del film, Tarzan, da giovane ad adulto, facendogli vivere un'avventura esattamente come quella del lungometraggio originale, al fine di affrontare e sconfiggere i malvagi Sabor il leopardo ed il cacciatore Clayton. Il gameplay è diverso in base alla piattaforma sulla quale il titolo gira.

### Versioni PS, N64 e PC

Screenshot della versione PS.

Realizzate nella grafica 2.5D vi sono tredici livelli di gioco, ove Tarzan attraversa una serie di ostacoli, raccoglie monete disseminate ed elimina variegati animali della giungla lanciando loro frutti colorati (a volte anche colpendoli con un coltello). Il tutto allo scopo di raggiungere le apposite uscite, segnalate dall'ombrello di Jane.
Oltre a Tarzan sarà possibile giocare come Terk (spesso nei livelli bonus) e, per un breve tratto, Jane; inoltre, come NPC, oltre a Clayton e Sabor, appaiono pure personaggi come Kerchak ed il professor Archimedes Q. Porter.
Oltre alla classica struttura platform sono presenti dei segmenti dove egli scivola sui tronchi degli alberi, libra fra le liane, arrampica sugli alberi o sulle rupi, cavalca Tantor. Da scovare e prendere sono soprattutto le sei lettere formanti la parola "TARZAN", le quali sbloccano lo spezzone full motion specifico al livello contenuto in "Filmati" sul menù delle opzioni; solo nella versione Nintendo 64 vengono sbloccate, sempre inerenti ad un livello, testi scritte di testa allegate ad immagini della storia del film in "Story Screens".
Il giocatore dispone all'inizio di tre vite e ne può ottenere di aggiuntive raccogliendo ciclicamente cento gettoni; nel caso venissero raccolti tutti (il cui numero è indeterminato) e non viene perduta alcuna vita nel corso della sessione, si ha diritto ad un'ulteriore extra. È anche possibile cogliere dei caschi di banane che curano Tarzan o dei manghi arancioni che allungano la sua barra della salute. Quando lui cade nel vuoto o esaurisce le energie riparte dall'ultimo checkpoint attraversato (una farfalla).
Esistono infine dodici succitati livelli bonus, uno dopo ogni livello normale, tranne l'ultimo, accessibili solo prendendo i quattro fogli (di solito nascosti) del disegno raffigurante il viso della scimmietta. In essi, entro i 30 secondi di tempo vi si raccolgono quanti più manghi viola (incrementano il timer di qualche secondo) e gettoni finché non lo si completa, ovviamente giungendo alla fine.

### Versione per Game Boy Color
La sua grafica è in 2D di stampo 8-bit. Qui i livelli di gioco sono ventitre, ove oltre a Tarzan, alcuni di essi vengono giocati nei panni di Terk o di Jane (quest'ultima infatti le prende il suo posto quando il protagonista diventa adulto).
In questa versione lo scopo è semplicemente prendere delle banane, singole e a casco (ne equivalgono cinque), prestando però attenzione alle varie specie di animali della giungla, i quali, a differenza delle controparti casalinghe, sono solamente evitabili. Raccogliendone un certo numero, nella zona specifica di un livello appare uno dei due suddetti suoi amici (o Tarzan stesso, nel caso dei livelli coi medesimi personaggi), il quale deve essere raggiunto per passare a quello successivo.
Se le si colgono tutte quante viene ricevuta un'icona (trovabile pure singolarmente) col volto di Tarzan giovane, regalante una vita supplementare, ma ricarica anche le ferite subite di un punto sui tre (rappresentate da lance) a propria disposizione.
Infine, nel menù d'introduzione vi sono un minigioco giocabile solo in due mediante il Game Link Cable, incentrato sul nascondino, ed una modalità chiamata "Paint n' Print", compatibile con il Game Boy Printer, che permette in linea col film di abbellire dei selezionabili sottofondi animati con variegate incollabili figure.

## Doppiaggio
| Personaggio          | Doppiatore inglese | Doppiatore italiano  |
| -------------------- | ------------------ | -------------------- |
| Tarzan (adulto)      | Tony Goldwyn       | Massimo Rossi        |
| Tarzan (bambino)     | Alex D. Linz       | Alessio Ward         |
| Terk                 | Audrey Wasilewski  | Ilaria Stagni        |
| Jane Porter          | Naia Kelly         | Francesca Fiorentini |
| William Clayton      | Brian Blessed      | Stefano De Sando     |
| Archimedes Q. Porter | Val Bettin         | Ettore Conti         |
| Kerchak              | Gregg Berger       | Ennio Coltorti       |

## Accoglienza
| Testata                             | Versione    | Giudizio |
| ----------------------------------- | ----------- | -------- |
| GameRankings (media al 30-01-2020)  | GBC         | 56/100   |
| GameRankings (media al 30-01-2020)  | Nintendo 64 | 71.11%   |
| GameRankings (media al 30-01-2020)  | PC          | 82%      |
| GameRankings (media al 30-01-2020)  | PlayStation | 71.11%   |
| AllGame                             | GBC         | 4/5      |
| AllGame                             | Nintendo 64 | 3,5/5    |
| AllGame                             | PC          | 4,5/5    |
| AllGame                             | PlayStation | 4/5      |
| Electronic Gaming Monthly           | Nintendo 64 | 6,5/10   |
| Electronic Gaming Monthly           | PlayStation | 6,25/10  |
| Game Informer                       | GBC         | 6,5/10   |
| Game Informer                       | Nintendo 64 | 7,25/10  |
| Game Informer                       | PlayStation | 7,75/10  |
| GameRevolution                      | PlayStation | C−       |
| GameFan                             | Nintendo 64 | 91%      |
| GameSpot                            | Nintendo 64 | 6,9/10   |
| GameSpot                            | PlayStation | 7.8/10   |
| IGN                                 | GBC         | 8/10     |
| IGN                                 | Nintendo 64 | 7,8/10   |
| IGN                                 | PC          | 7,3/10   |
| IGN                                 | PlayStation | 7,7/10   |
| Next Generation                     | Nintendo 64 | 2/5      |
| Next Generation                     | PS          | 3/5      |
| Nintendo Power                      | GBC         | 7,4/10   |
| Nintendo Power                      | Nintendo 64 | 8,5/10   |
| Official PlayStation Magazine (USA) | PlayStation | 3,5/5    |
| PC Gamer                            | PC          | 73%      |
| The Cincinnati Enquirer             | PlayStation | 3/4      |

### Vendite
La versione PlayStation ha ricevuto un premio "Gold" nelle vendite dalla Entertainment and Leisure Software Publishers Association (ELSPA), grazie alle almeno 200 000 copie vendute nel Regno Unito.

### Giudizio della critica
Il gioco ha ricevuto un'accoglienza positiva dopo la sua uscita, ricevendo le lodi sulle grafiche e sulla fedeltà al film.
Rick Sanchez della rivista Next Generation ha recensito le versioni Nintendo 64 e PS, votandole rispettivamente 3 e 2 stelle su 5 ed esprimendosi così: «la Disney Interactive ha preso in prestito i migliori elementi del platform e li ha messi insieme in un unico prodotto. Nonostante non ci sia nulla di nuovo od originale nel gioco, è comunque decente», «un titolo solido, seppur non ispirato, che se la cava soprattutto nella grafica. I giocatori seri non ne troveranno molto valore, ma probabilmente piacerà ai fan del film».